# Stämning (album)
Stämning från 2002 är ett musikalbum av a cappella-gruppen The Real Group som här leds av dirigenten Eric Ericson. Skivan innehåller 22 sånger och psalmer som "Härlig är jorden", "En vänlig grönskas rika dräkt", "Uti vår hage", "Den blomstertid nu kommer" med flera.

## Innehåll
1. "En vänlig grönskas rika dräkt" – 2:45
  - Svensk psalm 201
  - Musik: Waldemar Åhlén (1894–1982) 
  - Text: Carl David af Wirsén (1842–1912)
2. "Uti vår hage" – 2:05
  - Gotländsk folkvisa
  - Arr: Hugo Alfvén (1872–1960)
3. "Aftonen" – 3:15
  - Musik: Hugo Alfvén
  - Text: Herman Sätherberg (1812–1897)
4. "I furuskogen" – 1:01
  - Musik: Wilhelm Peterson-Berger (1867–1942)
  - Text: Helena Nyblom (1843–1926)
5. "Den blomstertid nu kommer" – 2:11
  - Svensk psalm 199
  - Musik: Traditional
  - Text: Israel Kolmodin (1643–1709), Britt G Hallqvist (1914–1997)
6. "Sverige" – 2:13
  - Musik: Wilhelm Stenhammar (1871–1927)
  - Text: Verner von Heidenstam (1859–1940)
7. "Glädjens blomster" – 1:47
  - Folkvisa från Uppland
  - Arr: Hugo Alfvén
8. "Kung Liljekonvalje – 3:19
  - Musik: David Wikander (1884–1955)
  - Text: Gustaf Fröding (1860–1911)
9. "Förvårskväll" – 3:58
  - Musik: David Wikander
  - Text: Ragnar Jändel (1895–1939)
10. "Det ljusnar" – 1:09
  - Text och musik: Wilhelm Peterson-Berger
11. "Som stjärnan uppå himmelen så klar" – 1:36
  - Folkvisa
  - Arr: Hugo Alfvén
12. "Härlig är jorden" – 2:21
  - Svensk psalm 297
  - Text: Bernhard Severin Ingemann (1789–1862)
13. "I Seraillets have" – 2:03
  - Musik: Wilhelm Stenhammar
  - Text: Jens Peder Jacobsen (1847–1885)
14. "Och jungfrun hon går i ringen" – 1:15
  - Svensk danslek
  - Arr: Hugo Alfvén
15. "I denna ljuva sommartid" – 4:22
  - Svensk psalm 200
  - Musik: Nathan Söderblom (1866–1931)
  - Text: Paul Gerhardt (1607–1676), Britt G Hallqvist
16. "I himmelen, i himmelen" – 1:51
  - Svensk psalm 169 b
  - Musik: Folkmelodi
  - Text: Laurentius Laurentii (1577–1655)
17. "Om alla berg och dalar – 1:12
  - Folkvisa
  - Arr: David Wikander
18. "En sommarafton – 2:13
  - Text och musik: Adolf Fredrik Lindblad (1801–1878)
19. "Limu, limu, lima" – 1:09
  - Folkvisa
  - Arr: Hugo Alfvén
20. "Pingst" – 1:38
  - Musik: Oskar Lindberg (1887–1955)
  - Text: Oscar Levertin (1862–1906)
21. "Stjärntändning" – 2:34
  - Musik: Oskar Lindberg 
  - Text: Verner von Heidenstam (1859–1940)
22. "Stemning" – 2:19
  - Musik: Wilhelm Peterson-Berger
  - Text: Jens Peder Jacobsen

## Medverkande
- The Real Group:
  - Margareta Bengtson (tidigare Margareta Jalkéus)
  - Katarina Henryson (Katarina Stenström)
  - Anders Edenroth
  - Peder Karlsson
  - Anders Jalkéus
- Eric Ericson – musikalisk ledning

## Listplaceringar
| Lista (2002) | Topplacering |
| ------------ | ------------ |
| Sverige      | 2            |